# Philodendron toshibae
Philodendron toshibae är en kallaväxtart som beskrevs av M.L.Soares och Simon Joseph Mayo. Philodendron toshibae ingår i släktet Philodendron och familjen kallaväxter. Inga underarter finns listade.